# Brades
Brades (auch Brades Estate) ist seit 1998 de facto die Hauptstadt des Britischen Überseegebietes Montserrat. Brades hat 449 Einwohner (Stand 2011).
Nach einer Reihe von Ausbrüchen des Vulkans Soufrière Hills, die am 18. Juli 1995 begannen, wurde die eigentliche Hauptstadt Plymouth 1997 aufgegeben.